# 154493 Portisch
154493 Portisch este o planetă minoră (asteroid) din centura de asteroizi. A fost descoperită pe 27 martie 2003 la Piszkéstetői Obszervatórium⁠(d) de Krisztián Sárneczky⁠(d) și a fost numită după Portisch Lajos⁠(d). 
Obiectul prezintă o orbită caracterizată de o semiaxă mare de 2,5665347782493 UAi, o excentricitate de 0,09, o înclinație de 10,9 ° în raport cu ecliptica.